# Camera degli Sposi

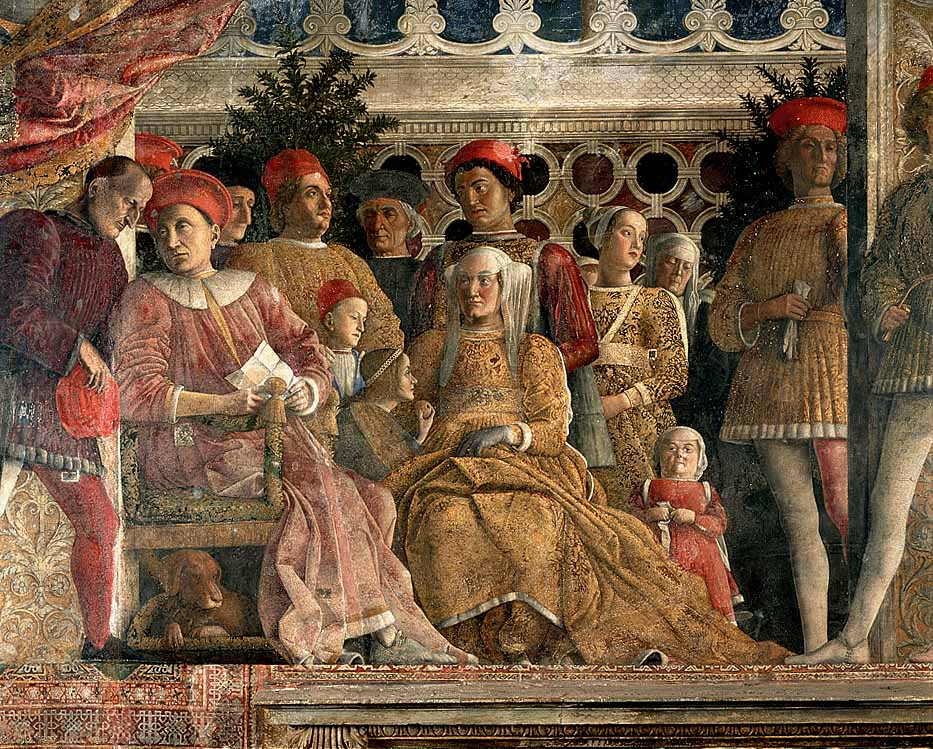
Andrea Mantegna, Fresken in der Camera degli Sposi

Die Camera degli Sposi, in den alten Chroniken Camera picta („bemalter Raum“) genannt, ist ein Raum im nordöstlichen Turm des Castello di San Giorgio in Mantua.

## Geschichte
Die Camera degli Sposi ist berühmt für den Freskenzyklus an den Wänden, ein Meisterwerk von Andrea Mantegna, das zwischen 1465 und 1474 entstand. Mantegna entwarf eine Freskendekoration, die alle Wände und die Gewölbe der Decke bedecken sollte, wobei er sich an die architektonischen Grenzen des Raumes anpasste, aber gleichzeitig die Wände mit Farbe illusionistisch durchbrach, als ob der Raum weit über die physischen Grenzen des Raumes hinaus ausgedehnt wäre. Das allgemeine Thema ist eine politisch-dynastische Feier der gesamten Familie von Ludovico III. Gonzaga anlässlich der Erhebung seines Sohnes Francesco zum Kardinal.

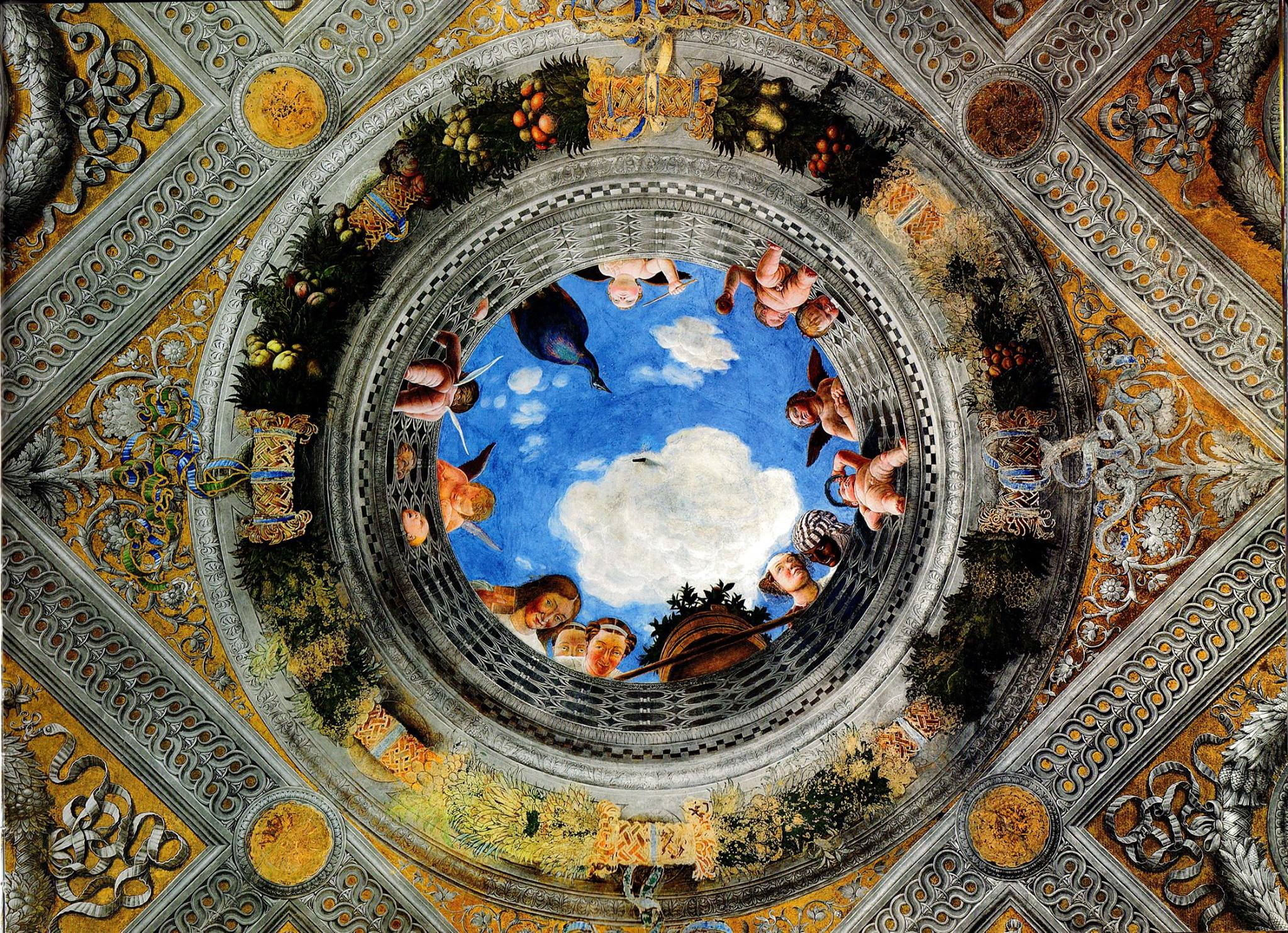
Das Opaion

Die Dekoration der Camera wurde von Ludovico III. Gonzaga bei Mantegna, Hofmaler seit 1460, in Auftrag gegeben. Der Raum hatte ursprünglich eine doppelte Funktion: die eines Audienzzimmers (in dem der Markgraf öffentliche Angelegenheiten behandelte) und die eines repräsentativen Schlafzimmers, in dem Ludovico sich mit Familienmitgliedern traf.
Über den Anlass der Auftragsvergabe bestehen in der Wissenschaft unterschiedliche Auffassungen. Die traditionelle Interpretation verbindet die Fresken mit der Ernennung von Francesco, des Sohnes des Markgrafen Ludovico, zum Kardinal, die am 1. Januar 1462 erfolgte: Die Szene des Hofes stellt danach den Markgrafen dar, der die Nachricht erhält, und die des Treffens Vater und Sohn bei dem glücklichen Ereignis. Die reife und korpulente Gestalt Francescos stimmt jedoch nicht mit seinem Alter im Jahr 1461 überein, in dem er 17 Jahre alt war, wie ein angebliches Porträt von ihm bezeugt, das heute in Neapel aufbewahrt wird. Es wird daher angenommen, dass die Fresken Francescos Ankunft in Mantua im August 1472 feiern, als er sich darauf vorbereitete, den Titel eines Kommendatarabts der Basilika Sant’Andrea zu erhalten.

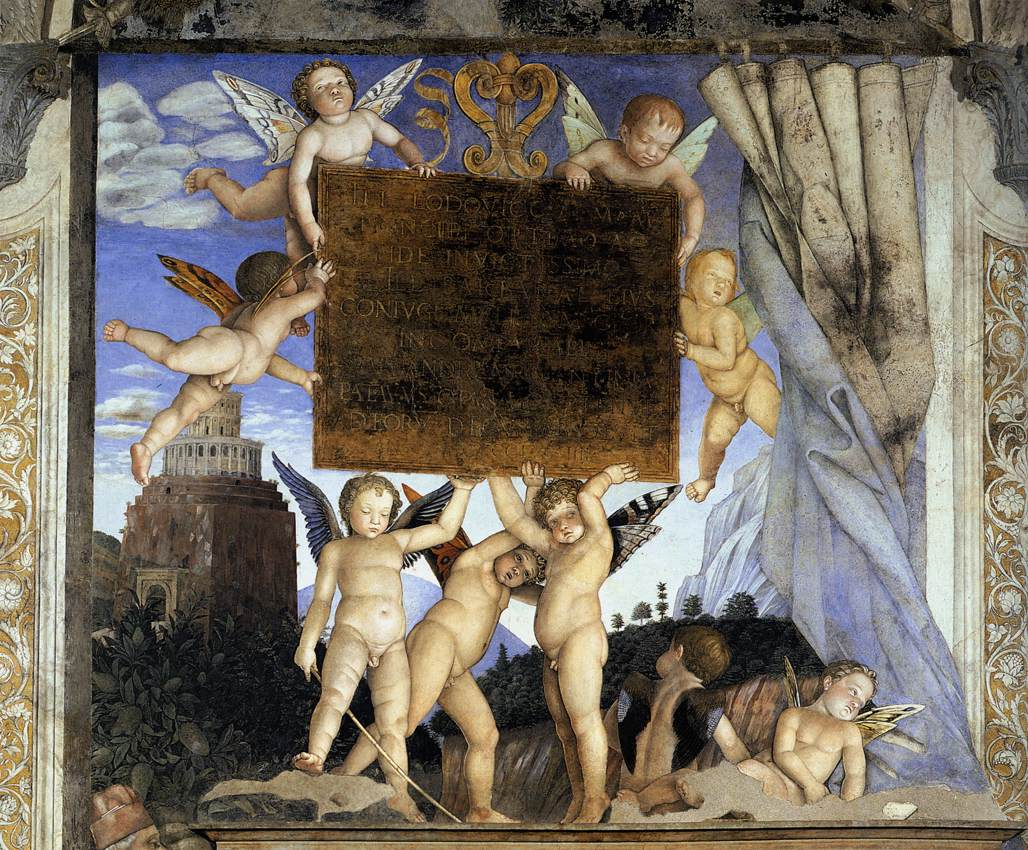
Camera degli Sposi, Putti halten die Einweihungsplakette

Die chronologische Abfolge der Gemälde wurde durch die Restaurierung von 1984–1987 geklärt: Mantegna begann auf dem Gewölbe mit einer Trockenmalerei, die hauptsächlich Teile des Oculus (Opaion) und die Girlande um ihn herum betraf; dann ging er zur Nordwand des Hofes über, wo eine geheimnisvolle Tempera grassa verwendet wurde, die trocken aufgetragen und mit pontate fortgesetzt wurde; es folgten die Ost- und Südwand mit gemalten Vorhängen in der traditionellen Freskotechnik. Zuletzt wurde die Westwand der Begegnung ebenfalls in Freskotechnik in sehr kurzen Tagwerken ausgeführt. Der langsame Arbeitsfortschritt erklärt die fast zehnjährige Dauer des Projektes.
Nach Ludovicos Tod erfuhr der Raum ein wechselvolles Schicksal, das seine Erhaltung und die Stellung des Bilderzyklus beeinträchtigten. Einige Jahre nach dem Tod des Markgrafen wurde der Raum als Lager für kostbare Gegenstände genutzt: vielleicht durfte Giorgio Vasari es deswegen nicht besichtigen, denn Vasari erwähnt dieses Werk nicht in den Le vite de’ più eccellenti pittori, scultori e architettori, einer monumentalen Enzyklopädie der damals bekannten Künstler und ihrer Werke. Während der kaiserlichen Besatzung von 1630 wurde die Brautkammer stark beschädigt und war bis etwa 1875 praktisch dem Verfall preisgegeben. Auf Mantegnas Meisterwerk sind heute noch vandalische Inschriften und Gravuren aus dem 18. Jahrhundert zu sehen. Der Raum wird seit 1648 von Carlo Ridolfi als „Camera degli Sposi“ bezeichnet.
Der Name ist auf die Präsenz von Ludovico neben seiner Frau zurückzuführen und nicht darauf, dass es sich um ein Brautgemach handelt. Vor seiner Dekoration fand hier der feierliche Akt des Ehekontrakts Federicos, des ältesten Sohnes des Markgrafen statt. Ludovico nutzte den Raum zur Erstellung und Aufbewahrung seiner Geschäftsunterlagen und um Gäste zu empfangen, fast ein repräsentatives Arbeitszimmer. Es gibt einen Schrank zur Aufbewahrung von Dokumenten, aber auch den Haken, der die Position des Bettes bestimmt. Die angewandte Technik, die in einigen Abschnitten mehr oder weniger ausgedehnte trockene Stellen umfasste, erleichterte die Konservierung nicht, und es gibt vage Berichte über Restaurierungen vor dem 19. Jahrhundert. Die vielen nachfolgenden Restaurierungen, bis hin zu der von 1941, waren unzureichend. Schließlich wurde im Jahr 1987 eine gründliche Restaurierung mit modernen Techniken durchgeführt, bei der alles, was noch vorhanden war, wiederhergestellt und das Werk wieder für Studien und die Öffentlichkeit zugänglich gemacht wurde.
Das Erdbeben 2012 in der Emilia hat einen alten Mikrobruch, der in der Hofszene erst vertikal und dann schräg verläuft, wieder geöffnet und einen Teil des bemalten Putzes abgelöst. Im Jahr 2014 wurden technische Arbeiten durchgeführt, um die Camera Picta vor möglichen Erdbeben zu schützen; nach den fast ein Jahr dauernden Arbeiten öffnete die Camera Picta am 2. April 2015 ihre Schätze wieder für Touristen, mit der Einweihung durch den Minister für kulturelles Erbe, und zählte bereits am nächsten Tag einen Zustrom von 1400 Touristen.

## Beschreibung und Stil
Giulio Carlo Argan weist darauf hin, dass Mantegnas Malerei hier, wie auch in anderen Werken, durch die Bezugnahme auf Bilder der klassischen Antike gekennzeichnet ist. Mantegna ist der erste große "Klassizist" der Malerei: seine Kunst kann als „archäologischer Klassizismus“ bezeichnet werden.

## Bilder

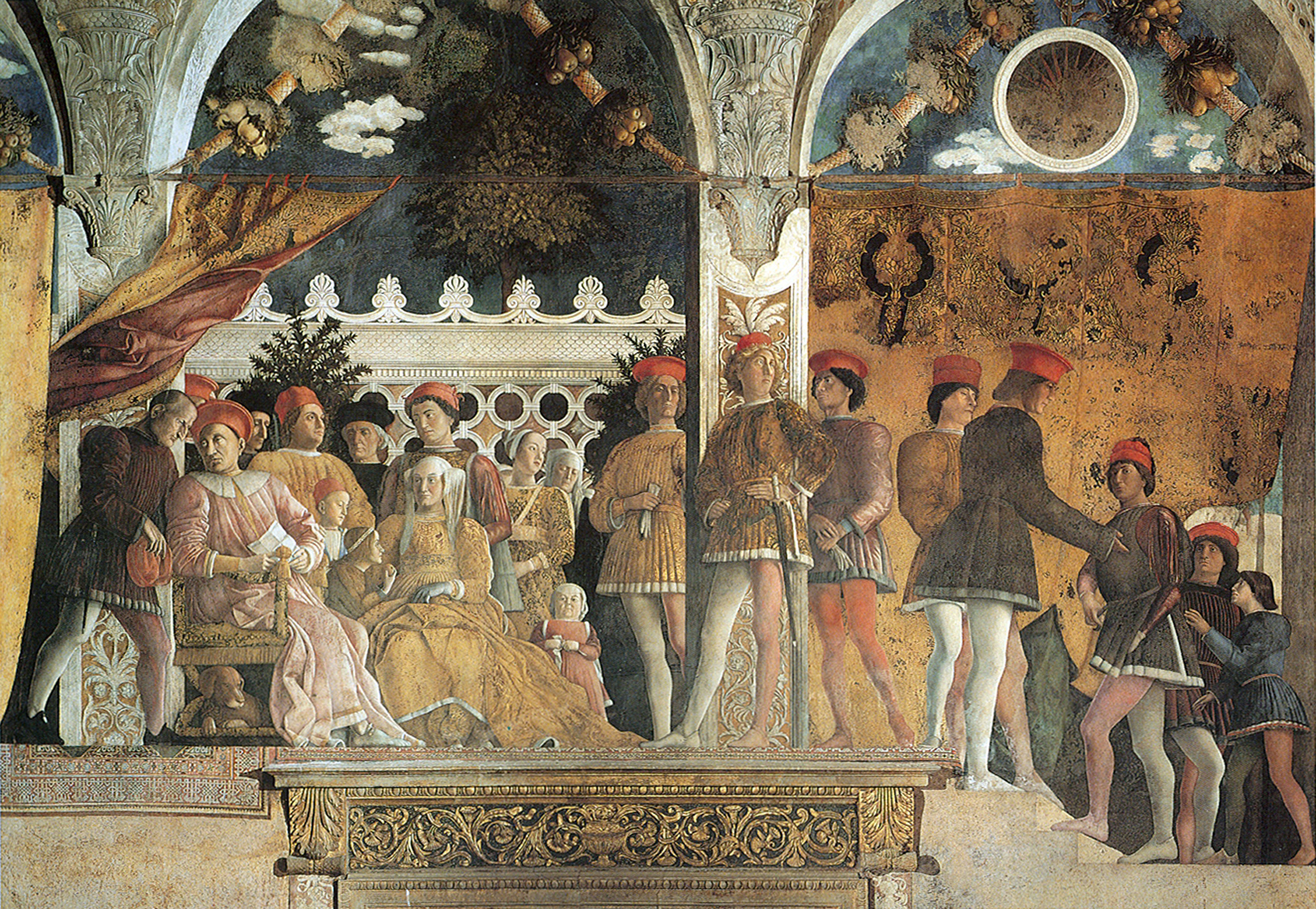
Nordwand, la Corte
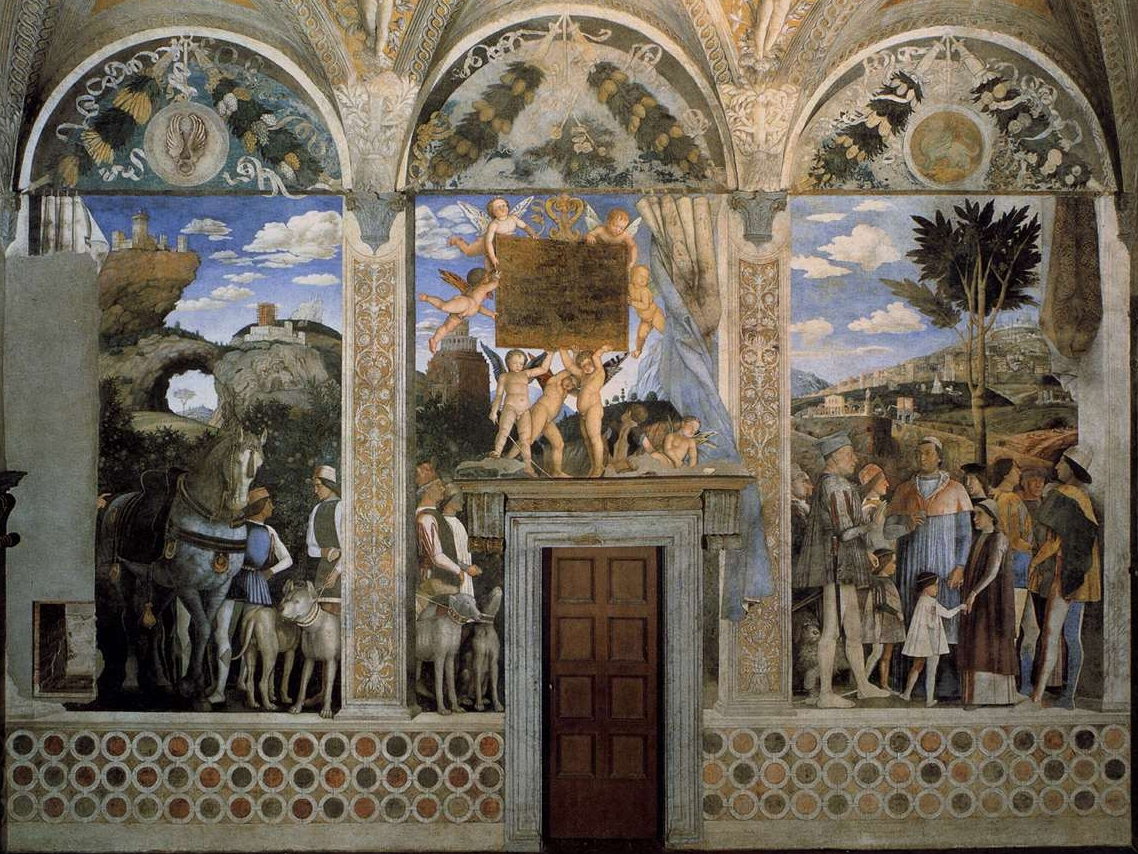
Westwand, die Begegnung
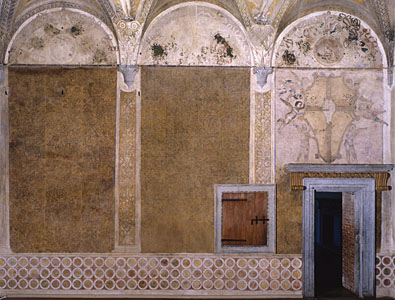
Südwand
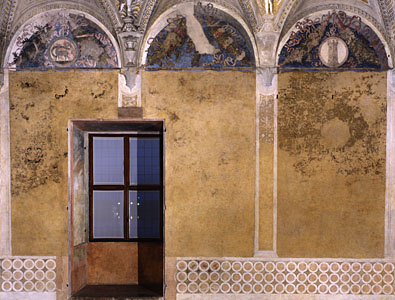
Ostwand
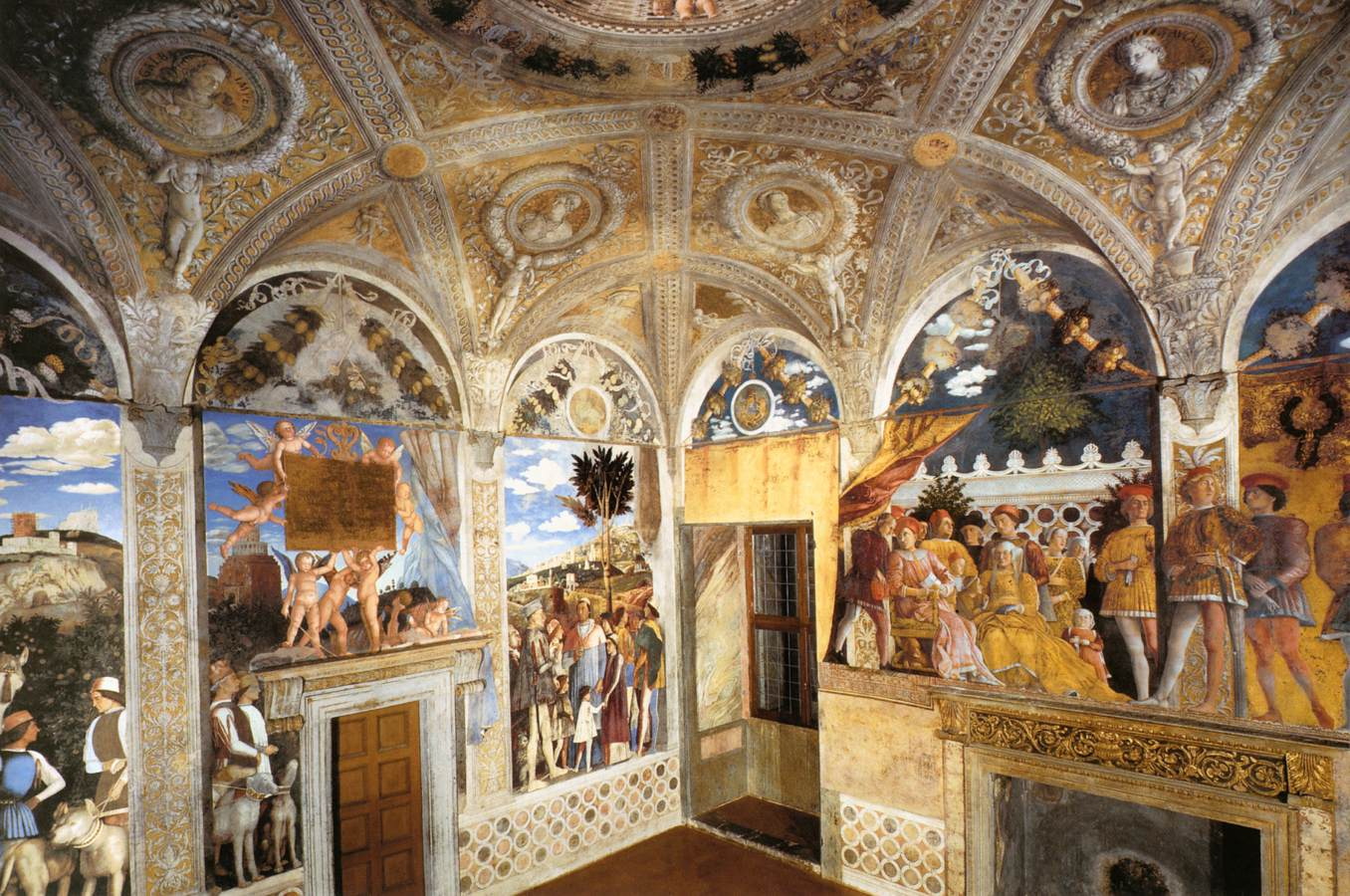
Ansicht der West- und Nordwand

### Übersicht
In dem fast kubischen Raum (ca. 8,05 Meter auf einer Seite, mit zwei Fenstern, zwei Türen und einem Kamin) entwarf Mantegna eine illusionistische Dekoration, als befände man sich in der Mitte einer Loggia oder eines nach außen offenen Pavillons.
Ein verbindendes Motiv zwischen den einzelnen Wandbildern ist der Sockel aus Kunstmarmor, der rund um das untere Band verläuft und auf dem die Säulen ruhen, die die Szenen in drei Öffnungen unterteilen. Die Deckenfresken suggerieren ein Gewölbe mit dem zentralen Opaion, aus dem sich Figuren und Tiere gegen den blauen Himmel abheben. Um den Okulus herum gliedern gemalte Rippen den Raum in Rauten und Zwickel. Die Rippen enden in gemalten Kapitellen, die wiederum auf den echten Kragsteinen der Gewölbe ruhen, den einzigen Reliefelementen der gesamten Dekoration. Jeder Kragstein (mit Ausnahme derjenigen in den Ecken) ruht auf einem der gemalten Pfeiler.
Das obere Register der Wände wird von zwölf Lünetten eingenommen, die mit Festons und Szenen von Unternehmungen der Gonzaga geschmückt sind. An der Basis der Lünetten, zwischen den Sockeln sind Vorhangstangen gemalt, um die Hauptszenen aufzuziehen. Tatsächlich bedeckten Vorhänge die Wände der Schlossräume. Die gemalten Vorhänge täuschen Brokat oder goldgeprägtes und blau gefüttertes Leder vor und sind an den Süd- und Ostwänden heruntergelassen, während sie an der Nord-  (der Hof, Corte) und Westwand (der Begegnung, Incontro) geöffnet sind.
Das allgemeine Thema ist die politisch-dynastische Feier der gesamten Gonzaga-Familie, auch wenn es in jahrzehntelangen Studien nicht gelungen ist, den genauen Anlass zu klären. Wahrscheinlich liegen der Konzeption des komplexen ikonografischen Programms verschiedene Vorstellungen zugrunde, darunter auch des Markgrafen selbst. Viele Porträts sind in ihren Physiognomien sehr genau. Obwohl eine sichere Identifizierung der einzelnen Abgebildeten mangels Nachweisen nicht möglich ist, gehören einige zu Mantegnas intensivsten Werken in diesem Genre.

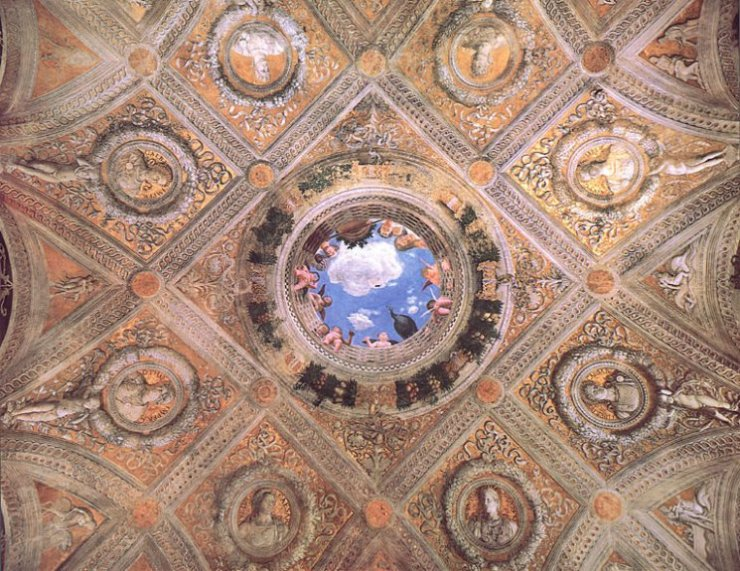
Die Decke der Camera degli Sposi

### Decke mit Opaion
Das Gewölbe besteht aus einer abgesenkten Decke, die illusionistisch in gemalte Pendentifs unterteilt ist. Einige gemalte Rippen unterteilen den Raum in regelmäßige Figuren, wobei ein vergoldeter Hintergrund und monochrome Malereien Stuckskulpturen und Medaillons simulieren. Die geschickte Gliederung der gemalten architektonischen Elemente simuliert ein tiefes, fast kuppelförmiges Gewölbe, das in Wirklichkeit nur eine leichte Wölbung ist.
In der Mitte befindet sich der berühmte Opaion, das erstaunlichste Werk des gesamten Zyklus, in dem die illusionistischen Experimente der Cappella Ovetari in Padua auf die Spitze getrieben werden. Es handelt sich um ein Tondo, das sich illusionistisch zum Himmel hin öffnet und an das berühmte Oculus des Pantheon erinnern soll, dem von den Humanisten gefeierten antiken Monument par excellence. In dem perspektivisch von 
"sotto in sù" verkürzten Oculus ist eine Balustrade zu sehen, aus der eine Hofdame in Begleitung ihres schwarzen Dieners, eine Gruppe von Mägden, ein Dutzend Putti, ein Blauer Pfau (eine Anspielung auf die am Hof anwesenden exotischen Tiere, nicht auf ein christologisches Symbol) und eine Vase vor dem Hintergrund eines blauen Himmels herausragen. Um den Eindruck des offenen Okulars zu verstärken, hat Mantegna einige Putten gemalt, die sich gefährlich an der Innenseite des Rahmens festklammern und schwindelerregende Einblicke in ihre prallen kleinen Körper gewähren. Die Vielfalt der Posen ist äußerst reichhaltig und zeichnet sich durch eine völlige Bewegungsfreiheit der Körper im Raum aus: Einige Putten gehen so weit, dass sie ihre Köpfe in die Ringe der Balustrade stecken, oder sind nur durch eine kleine herausgestreckte Hand sichtbar.
Es ist unklar, ob es sich bei den Mädchen um königliche Persönlichkeiten handelt, die sich am Hof der Gonzaga aufhalten (ein weibliches Gesicht wird als Markgräfin Barbara von Brandenburg bezeichnet). Sie sind in verschiedenen Haltungen festgehalten (eine hält sogar einen Kamm), und ihre verspielten Gesichtsausdrücke scheinen einen Streich vorzubereiten, eine Episode aus dem Alltag nach der Lektüre von Donatello. Die schwere Vase mit Zitrusfrüchten lehnt in der Tat auf einem Stock, und die Mädchen um sie herum scheinen mit lächelnden, mitschuldigen Gesichtern im Begriff zu sein, sie in den Raum zu werfen.
In der Wolke neben der Vase verbirgt sich ein menschliches Profil, wahrscheinlich ein Selbstporträt des geschickt verkleideten Künstlers.
Der Okulus wird von einer kreisförmigen Girlande umrahmt, die ihrerseits von einem Quadrat aus gemalten Rippen umgeben ist, die mit einem verschlungenen Motiv bemalt sind, das an die Palmetten antiker Flachreliefs erinnert. An den Kreuzungspunkten befinden sich vergoldete Medaillons. Um das Quadrat herum sind acht Rauten mit vergoldetem Hintergrund angeordnet, die jeweils einen kreisförmigen Feston enthalten, der das von einem Putto getragene und von flatternden Bändern umgebene Porträt eines der ersten acht römischen Kaiser in Grisaille umschließt. Diese Darstellung entspricht der antik geprägten Gesamtkonzeption. Die acht Kaiser sind:
1. Giulio Cesare
2. Ottaviano Augusto
3. Tiberio
4. Caligola
5. Claudio
6. Nerone
7. Galba
8. Otho

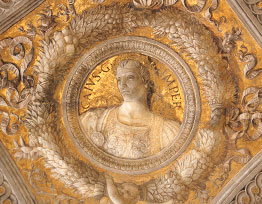
Caligola

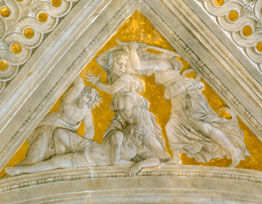
Der Tod des Orpheus

Um die Rauten herum, im äußersten Register, sind (im Uhrzeigersinn) zwölf Pendentifs angebracht, die den einzelnen Lünetten an den Wänden entsprechen. Sie sind mit Flachreliefs aus der Mythologie geschmückt, die symbolisch die Tugenden des Markgrafen als Condottiere und Staatsmann feiern, wie Mut (Mythos von Orpheus), Intelligenz (Mythos von Arion von Lesbos), Stärke (Mythos von den Zwölf Arbeiten des Herakles). Sie zeigen:
1. Orpheus verzaubert die Naturgewalten
2. Orpheus verzaubert Zerberus und eine Furie
3. Tod des Orpheus (Orpheus zerrissen von den Bacchantinnen)
4. Arion von Lesbos verzaubert den Delphin
5. Arion wird vom Delphin in Sicherheit gebracht
6. Periander verurteilt die Seeleute
7. Herakles schießt einen Pfeil auf den Kentaur Nexus
8. Nexus und Deianira
9. Herakles im Kampf mit dem Nemeischen Löwen

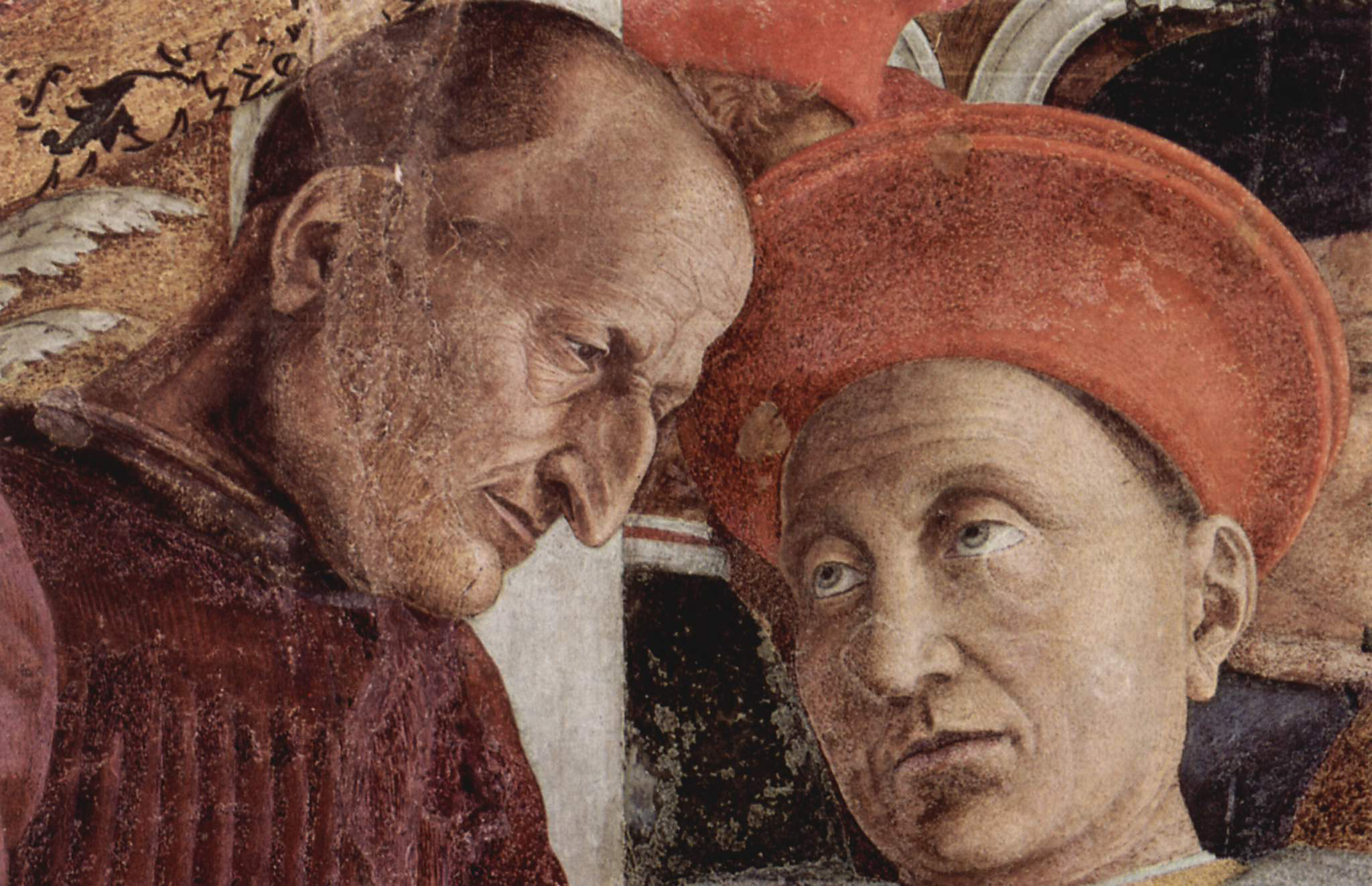
Ludovico III. Gonzaga (rechts) mit seinem Sekretär Marsilio Andreasi, Raimondo Lupi oder seinem Bruder Alessandro Gonzaga

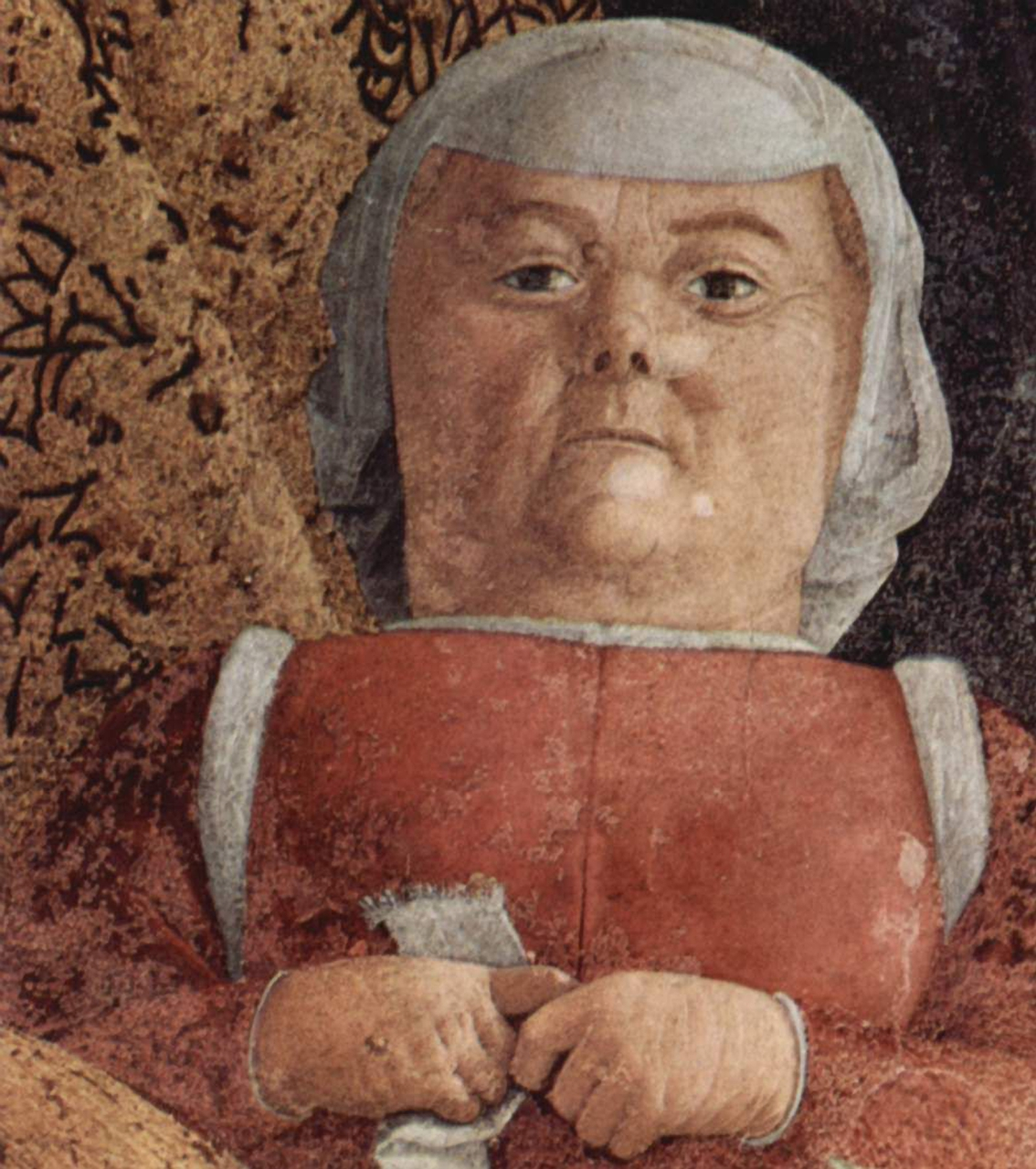
Die Zwergin

10. Herakles erschlägt die Hydra
11. Herakles und Antaios
12. Herakles tötet Kerberos

### Gemälde des Hofes (La Corte)
Die Szene des Hofes (Corte) passt sich der Form des Raumes an. Der Kamin, der die untere Wandhälfte einnimmt, erschwerte die Darstellung. Mantegna löste das Problem, indem er die Hauptszene auf einem erhöhten Podest platzierte, zu dem einzelne Figuren über ein paar Stufen auf der rechten Seite hinaufsteigen.
Der erste Bereich wird von einem Fenster mit Blick auf den Fluss Mincio eingenommen: Hier hat Mantegna den Vorhang zugezogen. Im zweiten Teil ist der Vorhang geöffnet, sodass der versammelte Hofstaat der Gonzaga sichtbar ist. Im dritten Teil ist der Vorhang geschlossen, aber eine Reihe von Figuren geht vor dem Vorhang vorbei.

#### Die Figuren
Der Mittelteil zeigt den Markgrafen Ludovico III. Gonzaga auf einem Thron auf der linken Seite in seiner „de nocte“-Gewandung, die durch seine leicht entblößte Haltung besonders auffällig ist. Er hält einen Brief in der Hand und spricht mit einem hakennasigen Diener, bei dem es sich wahrscheinlich um einen seiner Sekretär Marsilio Andreasi oder Raimondo Lupi von Soragna handelt, oder aber um den Bruder des Markgrafen Ludovico, Alessandro Gonzaga.
Die Pose des Markgrafen ist die einzige, die den statischen Charakter der Gruppe durchbricht und die Aufmerksamkeit des Betrachters auf sich zieht. Unter dem Thron liegt der Lieblingshund des Markgrafen, Rubino, das Symbol der Treue. Hinter ihm steht der drittgeborene Gianfrancesco, der seine Hände auf die Schultern eines Kindes legt, bei dem es sich möglicherweise um den Apostolischen Protonotar Ludovico Gonzaga handelt. Der Mann mit dem schwarzen Hut ist Vittorino da Feltre, der Hauslehrer des Markgrafen und seiner Kinder. In der Mitte sitzt die Gemahlin des Markgrafen, Barbara von Brandenburg, in fast frontaler Haltung und mit einem Ausdruck würdevoller Unterwürfigkeit, mit einem kleinen Mädchen auf dem Schoß, das ihr in einer Geste kindlicher Naivität einen Apfel entgegenzuhalten scheint, vielleicht das jüngste Kind Paola Gonzaga (1463–1497). Hinter der Mutter steht Rodolfo Gonzaga di Castiglione, rechts flankiert von einer Frau, vielleicht Barbara Gonzaga.
Die Identität der anderen Figuren ist ungewiss. Das erste Profil im Hintergrund von links wurde als mögliches Porträt von Leon Battista Alberti gedeutet, während es sich bei der Frau hinter Barbarina möglicherweise um ein Kindermädchen des Gonzaga-Haushalts handelt oder, wie einige Gelehrte behaupten, um Paola Malatesta, die Mutter von Ludovico III. in Klosterkleidung; unten steht die berühmte Zwergin des Hofes Lucia, die an Neurofibromatose leidet und den Betrachter direkt anschaut; teilweise verdeckt von der Säule steht ein Vertrauter (Höfling).

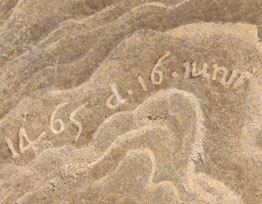
Das Anfangsdatum der Camera degli Sposi

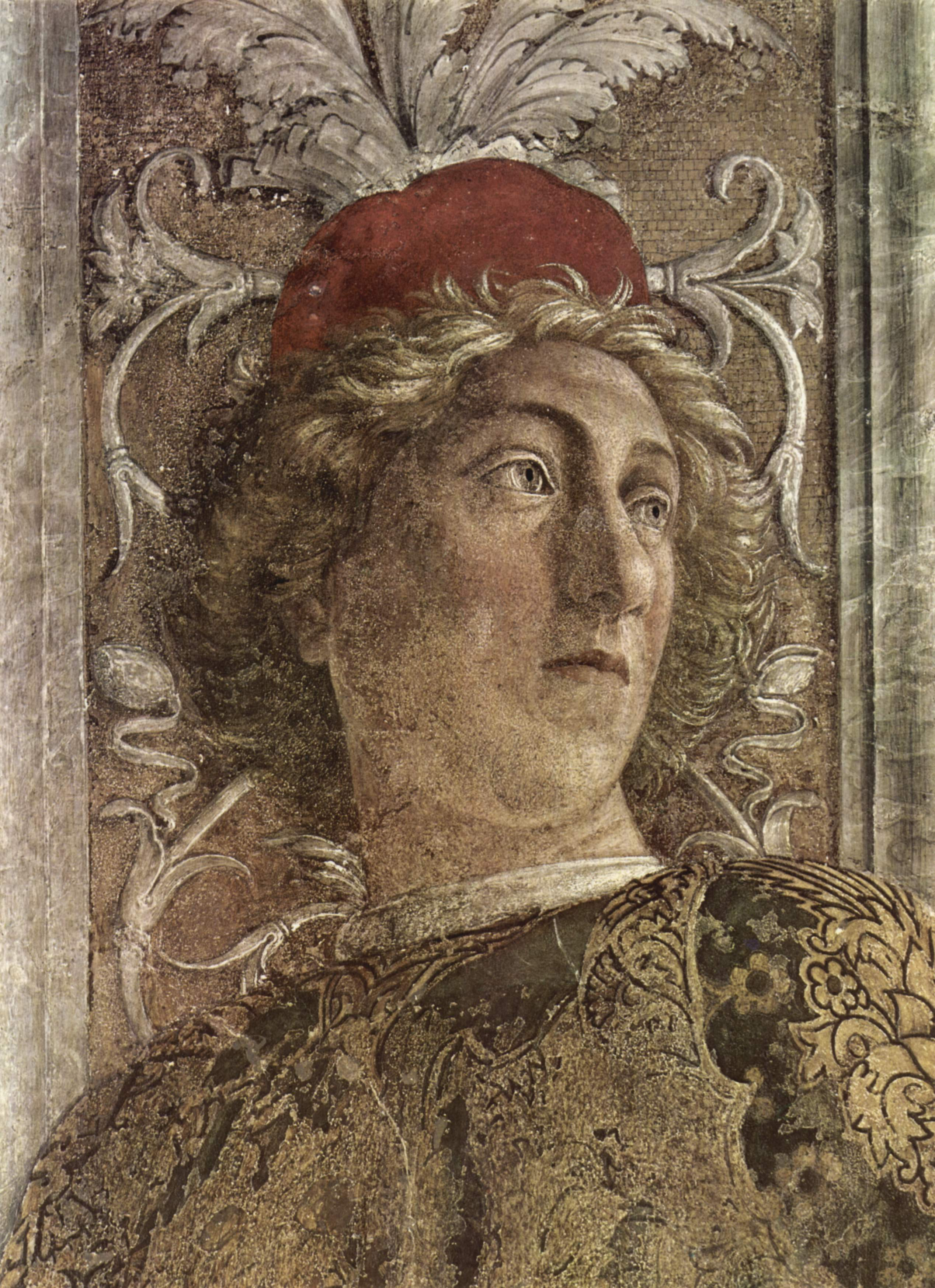
Wahrscheinliches Porträt von Niccolò d’Este.

Der nächste Abschnitt zeigt sieben Höflinge, die sich der Familie des Markgrafen nähern, teils auf dem Podest, teils über eine Treppe in einem Vorzimmer. Die letzten betreten die Szene, indem sie den Vorhang zurückziehen, hinter dem ein sonniger Hof mit Steinmetzen bei der Arbeit zu sehen ist. Im Fensterflügel befindet sich eine falsche, von Adern durchzogene Marmorverkleidung, in der sich das Datum des 16. Juni 1465 verbirgt, das als falsches Graffito gemalt ist und gewöhnlich als Datum des Beginns der Arbeiten interpretiert wird.

#### Hintergrund der dargestellten Episode
Auf welche Episode sich das Fresko an dieser Wand bezieht, ist unklar. Es wäre entscheidend gewesen, die Inschrift auf dem Brief zu lesen, der sich im Besitz des Markgrafen befand, der nach Ansicht mancher derselbe war, der sich im Besitz des Kardinals an der Westwand befand und den die letzte Restaurierung als endgültig verloren bestätigt hat. Einige haben das Schreiben als dringende Aufforderung der Herzogin von Mailand Bianca Maria Visconti an Ludovico als Befehlshaber der Mailänder Truppen interpretiert, da sich der Zustand ihres Mannes Francesco I. Sforza verschlechtert hatte: Am 30. Dezember 1461 von Mailand abgeschickt, war es am 1. Januar 1462 in Mantua eingetroffen, also genau an dem Tag, der für die Feierlichkeiten des neuen Kardinals vorgesehen war. Nachdem Ludovico in gutem Glauben nach Mailand aufgebrochen war und auf die Feierlichkeiten verzichtet hatte, traf er in Bozzolo auf seinen Sohn Francesco Gonzaga, der in die entgegengesetzte Richtung reiste (Schauplatz des Treffens) und aus Mailand zurückkehrte, wo er sich bei Sforza für die Rolle bedankte, die dieser bei den Verhandlungen über seine Ernennung zum Kardinal gespielt hatte. Der Knopf des Faldistoriums auf dem Thron würde genau die Adresse des Briefes verdecken, ein Detail, das als eine Art Damnatio memoriae gedeutet wurde, die von den Gonzaga gegenüber den Sforza erlassen wurde, die sich schuldig gemacht hatten, ihren Erben daran zu hindern, erst eine (Susanna Gonzaga) und dann die andere Tochter (Dorotea Gonzaga) von Ludovicos Töchtern zu heiraten. Viele haben jedoch bezweifelt, dass eine derartige Rache in einem so bedeutenden Werk dargestellt werden kann, und einige bezweifeln sogar, dass die Episode des Briefes und der Abreise des Markgrafen nach Mailand so bedeutend war, dass sie verewigt werden sollte.
Eine Studie von Giovanni Pasetti und Gianna Pinotti vermutet, dass ein Großteil der Höflinge an der Nordwand Mitglieder der Sforza-Familie, darunter einen jungen Ludovico il Moro darstellen.
Die letzte rechts abgebildete Figur im blauen Kleid könnte Caterina Gonzaga sein, die leibliche, auf einem Auge blinde Tochter des Markgrafen Ludovico, die sich 1451 mit dem Condottiero Francesco Secco verheiratete.

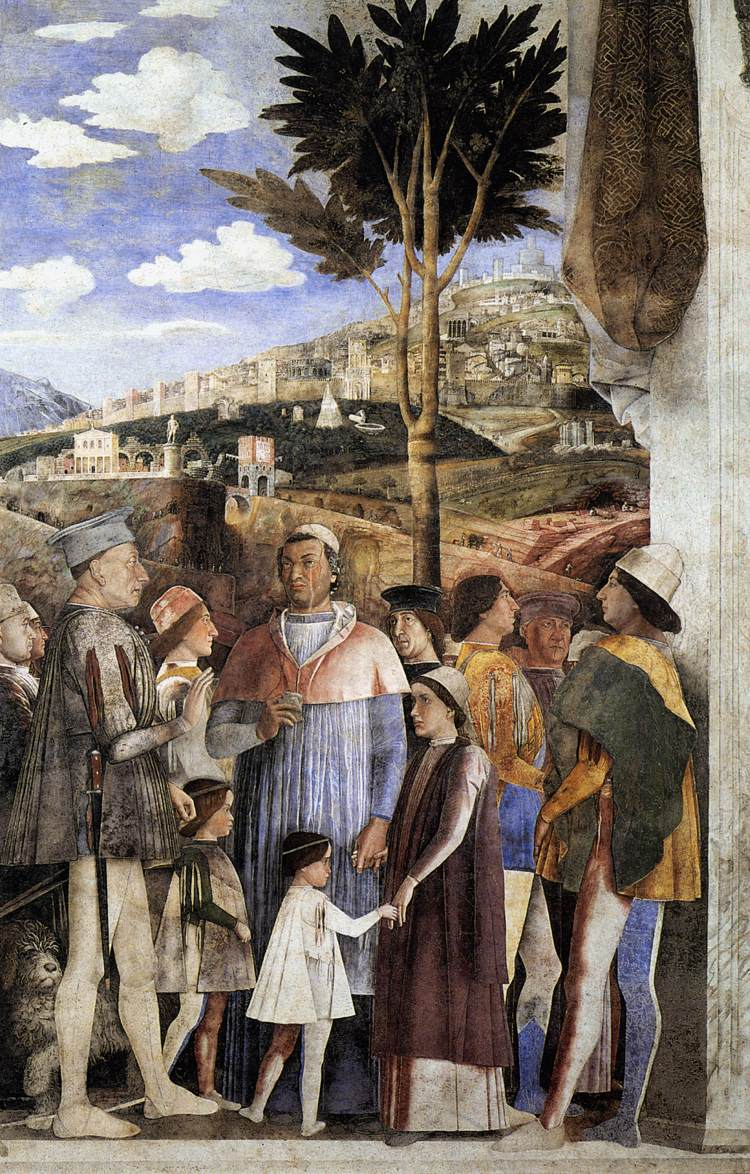
Wand der Begegnung

### Gemälde der Begegnung (L'Incontro)
Die Westwand, die als „Begegnung“ bezeichnet wird, ist ebenfalls in drei Sektoren unterteilt. Im rechten Bereich findet die eigentliche Begegnung statt, im mittleren halten einige Putten eine Widmungstafel und im linken paradiert der Hofstaat des Markgrafen, der sich mit zwei Figuren auch im mittleren Bereich fortsetzt: Letztere sind in dem schmalen Raum zwischen der Säule und dem realen Konsole (Bauwesen) des Architravs der Tür dargestellt, was die schwierige Durchdringung zwischen der realen Welt und der gemalten Welt demonstriert. In der Säule zwischen der Begegnung und den Putten ist ein Selbstporträt Mantegnas als Maske versteckt.

#### Die Figuren

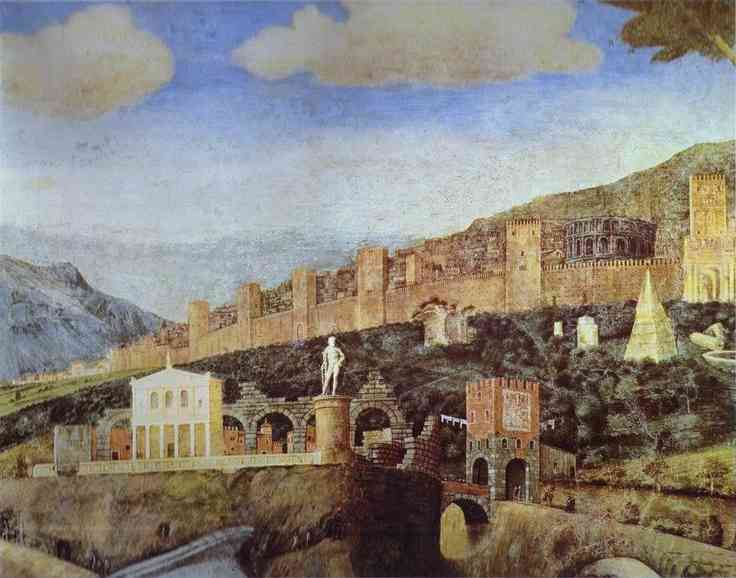
Die Aussicht auf Rom

In der Begegnung ist der Markgraf Ludovico dargestellt, diesmal in offizieller Kleidung, möglicherweise flankiert von Ugolotto Gonzaga, dem Sohn seines verstorbenen Bruders Carlo Gonzaga. Ihm gegenüber steht sein Sohn Francesco Gonzaga (1444–1483) als Kardinal. Unter ihnen stehen die Söhne von Federico I. Gonzaga, Francesco II. Gonzaga und Sigismondo Gonzaga, während sein Vater Federico ganz rechts steht: die großzügigen Falten seines Anzugs sind ein Trick, um seine Kyphose zu verbergen. Federico unterhält sich mit zwei Figuren, eine im Vordergrund und die andere im Hintergrund, die von einigen als Christian I. von Dänemark (im Vordergrund; Schwager von Ludovico II., da er der Ehemann von Dorothea von Brandenburg, der Schwester von Barbara, war) und Friedrich III. (HRR), Figuren, die den Stolz der Familie auf die königliche Verwandtschaft gut repräsentieren. Der Junge in der Mitte schließlich ist der letzte männliche Sohn des Markgrafen, der Prothonotar Ludovico, der die Hände seines Bruders, des Kardinals, und seines Neffen, eines künftigen Kardinals, hält und damit den Zweig der Familie repräsentiert, der für den kirchlichen „cursus“ bestimmt ist. Die Szene hat eine gewisse Festigkeit, die durch die statische Natur der im Profil oder im Dreiviertelprofil dargestellten Personen bestimmt wird, um die Bedeutung des Augenblicks zu betonen.
Der Hintergrund stellt eine ideale Ansicht von Rom dar, auf der man das Kolosseum, die Engelsburg, die Cestius-Pyramide, das Marcellustheater, die Ponte Nomentano, die Aurelianische Mauer usw. erkennen kann. Mantegna erfand auch einige Monumente von Grund auf, wie eine kolossale Statue des Herakles in einem capriccio architettonico, das nichts Philologisches an sich hat, sondern wahrscheinlich aus einer phantastischen Ausarbeitung auf der Grundlage gedruckter Modelle stammt. Die Wahl der ewigen Stadt war symbolisch: Sie unterstrich die enge Verbindung zwischen der Dynastie und Rom, die durch die Ernennung des Kardinals bestätigt wurde, und könnte auch ein verheißungsvolles Zitat für den Kardinal als möglichen zukünftigen Papst sein. Rechts befindet sich auch eine Höhle, in der einige Steinbrucharbeiter Blöcke und Säulen bearbeiten.

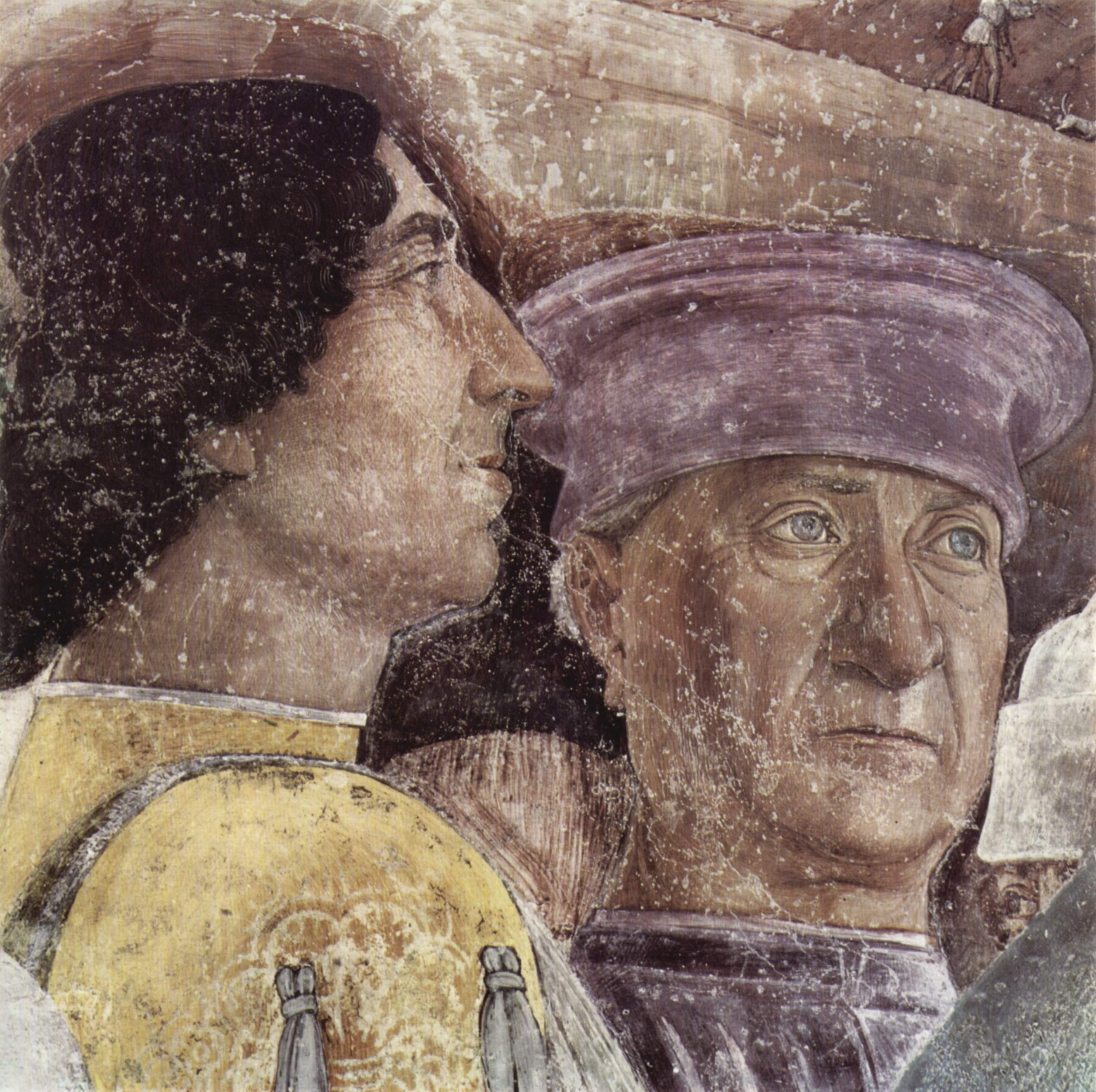
Friedrich III. (HRR) und Christian I. (Dänemark, Norwegen und Schweden) (dabei)

#### Der zentrale Teil
Der mittlere Teil wird von Putten eingenommen, die die Widmungstafel halten. Sie lautet: „ILL. LODOVICO II M.M. / PRINCIPI OPTIMO AC / FIDE INVICTISSIMO / ET ILL. BARBARAE EJUS / CONIUGI MVLIERVM GLOR. / INCOMPARABILI / SVVS ANDREAS MANTINIA / PATAVVS OPVS HOC TENVE / AD EORV DECVS ABSOLVIT / ANNO MCCCCLXXIIII“. Neben der „öffentlichen“ Unterschrift des Künstlers, der sich selbst als „Paduaner“ bezeichnet, finden sich die Jahreszahl 1474, die im Allgemeinen als die des Endes des Werks angegeben wird, sowie Schmeichelworte für Ludovico Gonzaga („erlauchtester... ausgezeichneter Fürst und von unvergleichlichem Glauben“) und seine Frau Barbara („unvergleichlicher Ruhm der Frauen“).
Bei der jüngsten Restaurierung wurde in der linken Abteilung eine Karawane der Heiligen Drei Könige wiederentdeckt, die trocken und bereits mit Schmutz bedeckt war, vielleicht um auf die Winterzeit der Begegnung hinzuweisen, trotz der üppigen Vegetation, zu der auch einige Orangenbäume gehören, die am Ende des Jahres blühen. In der linken Kammer fehlt ein langes Band an der Seite, das von einer Übermalung aus dem 18. Jahrhundert überdeckt wurde: Restaurierungen haben den vollständigen Verlust des Gemäldes bestätigt, in dem sich eine Figur versteckte, deren Hand heute noch zu sehen ist.

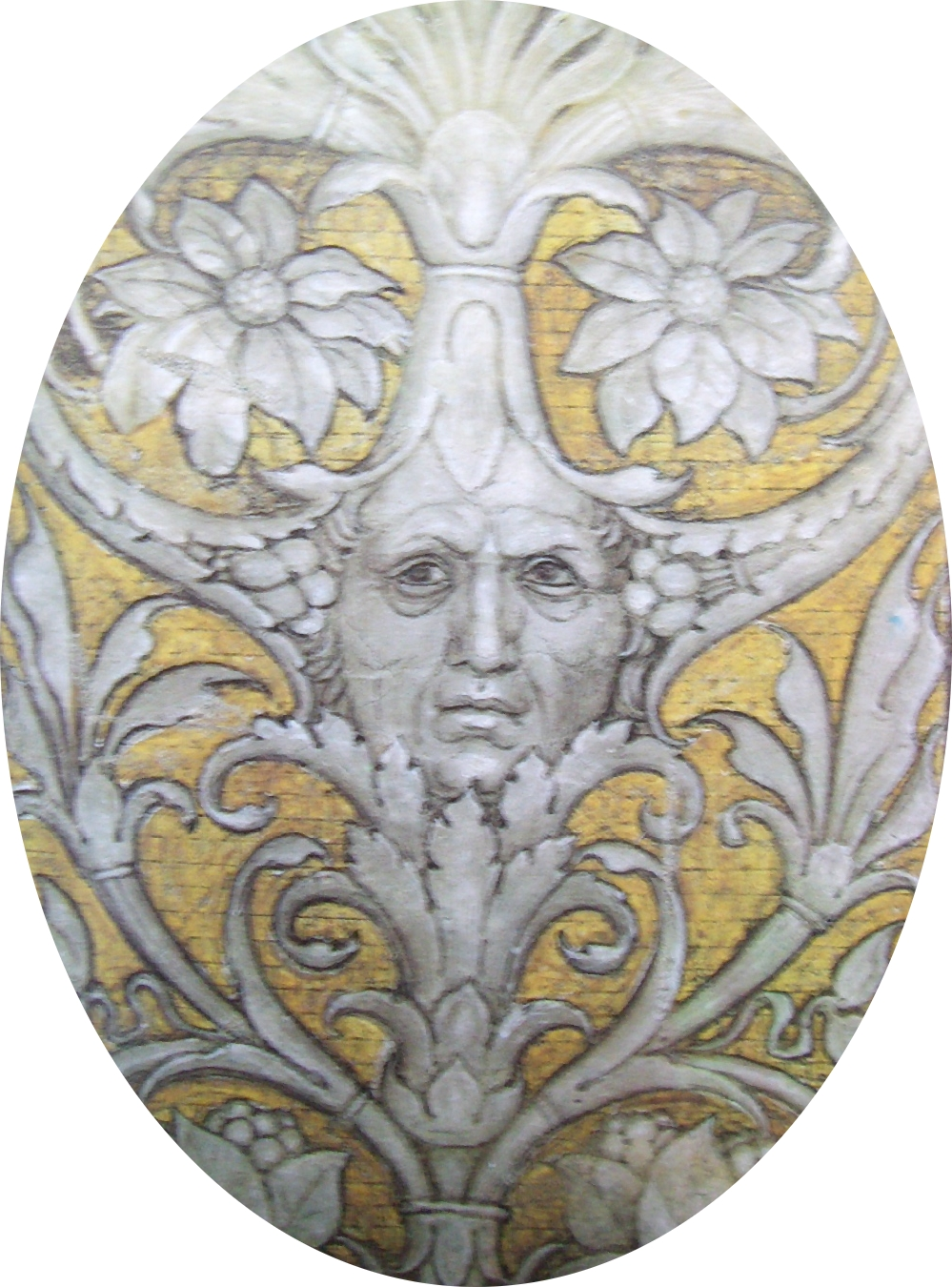
Selbstporträt von Andrea Mantegna

### Kleine Wände
Die Süd- und Ostwand sind mit Vorhängen bedeckt, hinter denen Lünetten zum Vorschein kommen. In der Südwand öffnen sich eine Tür und ein Einbauschrank. Über dem Türsturz befindet sich ein großes, ziemlich ramponiertes Wappen der Gonzaga, und die Lünetten sind fast unleserlich. Der östliche Raum ist besser erhalten und weist drei schöne Lünetten mit Girlanden und heraldischen Elementen auf.

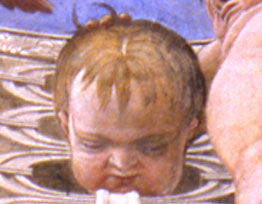
Der Putto im Okulus

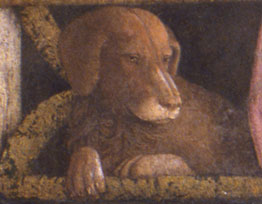
Der Hund Rubino